# Scleroglossum wooroonooran
Scleroglossum wooroonooran là một loài dương xỉ trong họ Polypodiaceae. Loài này được F.M. Bailey C. Chr. mô tả khoa học đầu tiên năm 1929.